# دونالد ماكاي (سياسي)
دونالد ماكاي هو سياسي أسترالي، ولد في 13 سبتمبر 1933 في غريفيث في أستراليا، وتوفي بنفس المكان في 15 يوليو 1977.